# Deep Space Atomic Clock

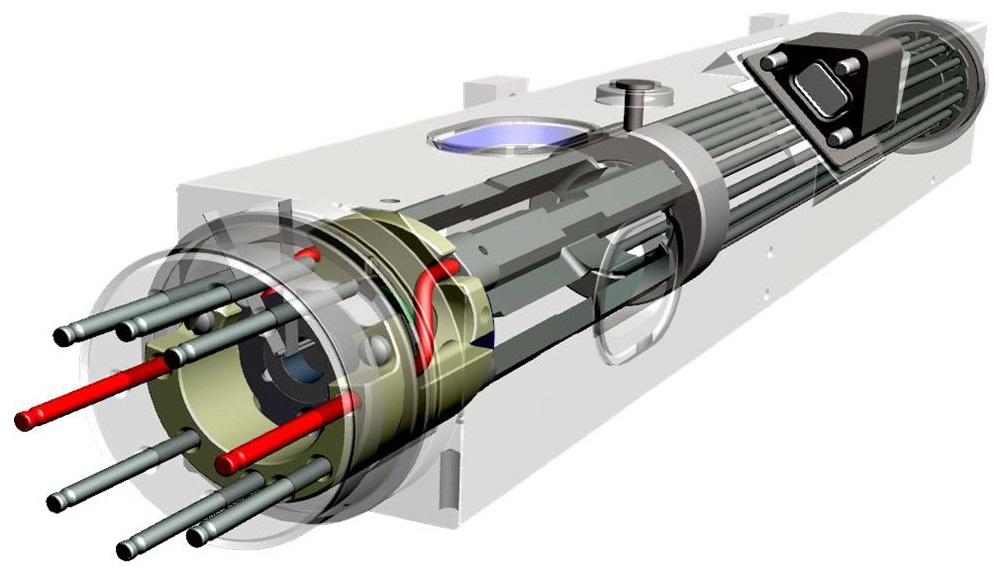

Deep Space Atomic Clock (DSAC) är en miniatyriserad ultra-precisions kvicksilverjonsatomklocka för exakt radionavigering i rymden. Det är flera magnituder mer stabilt än befintliga navigationsur och har förfinats för att begränsa fel av högst 1 nanosekund på 10 dagar. Det förväntas att en DSAC inte skulle medföra mer än 1 mikrosekund av fel under 10 års verksamhet. Det förväntas förbättra precisionen av rymdnavigering och möjliggöra effektivare användning av spårningsnätverk. Projektet hanteras av NASA:s Jet Propulsion Laboratory.

## Översikt
Nuvarande jordbaserade atomklockor är grundläggande för rymdnavigering. De är dock för stora för att flyga i rymden. Detta resulterar i att spårningsdata samlas in och bearbetas här på Jorden (en tvåvägslänk) för de flesta rymdnavigationsapplikationer. Deep Space Atomic Clock (DSAC) är en miniatyriserad och stabil kvicksilverjonsatomur som är lika stabil som en markklocka. Tekniken skulle möjliggöra autonom radionavigering för rymdfartens tidskritiska händelser som navigering till omloppsbana eller landning, vilket ger lovande nya besparingar på kostnader för uppdragsverksamhet. Det förväntas förbättra precisionen av djup rymdnavigering, möjliggöra effektivare användning av spårningsnätverk och ge en betydande minskning av markstödsoperationerna.
Dess tillämpningar i rymden inkluderar:
- Spåra samtidigt två rymdfarkoster på en downlink med Deep Space Network (DSN)
- Förbättra spårningsinformationens precision med en storleksordning med hjälp av DSN:s Ka-band-downlink-spårningsförmåga.
- Mitigera Ka-bandets väderkänslighet (jämfört med tvåvägs X-band ) genom att kunna växla från en väderpåverkad mottagande antenn till en på en annan plats utan spårningsavbrott.
- Spåra längre genom att använda en jordantenns hela rymdskeppsvisningsperiod. På Jupiter ger detta en uppgång på 10 till 15 procent i spårning; vid Saturnus växer den till 15-25%, med andelen ökar desto längre rymdskepp reser.
- Skapa nya upptäckter som ett Ka-band-kapabelt radiovetenskapligt instrument med 10 gånger förbättrad datak precision för både gravitation och ockultationsvetenskap och leverera mer data på grund av envägsspårningens operativa flexibilitet.
- Utforska djuprymden som ett nyckelelement i ett autonomt navigationssystem i realtid som spårar envägs radiosignaler på upplänken och, i kombination med optisk navigering, ger robust absolut och relativ navigering.
- Grundläggande för mänskliga upptäcktsresande som kräver realtidsnavigationsdata.

## Princip och utveckling
Under 20 år har ingenjörer på NASA:s Jet Propulsion Laboratory förbättrat och miniatyriserar kvicksilverjons atomur. DSAC-tekniken använder egenskapen för kvicksilverjonernas hyperfina övergångsfrekvens vid 40,50 GHz för att effektivt styra frekvensutgången för en kvartsoscillator till ett nära konstant värde. DSAC gör detta genom att begränsa kvicksilverjonerna med elektriska fält i en fälla och skydda dem genom att applicera magnetfält och avskärmning. 
```
   Ungefärliga mått: 29 cm × 26 cm × 23 cm 
   Massa: 17,5 kg
   Effekt: 44 W 
```

Dess utveckling kommer att omfatta ett testflyg i jordbana i mars 2017, under användning av GPS-signaler för att visa precisionsbanans bestämning och bekräfta dess prestanda i radionavigering. Den kommer att distribueras som en del av US Air Force Space Test Program 2 (STP-2) uppdrag ombord på en av SpaceXs första uppskjutningar av en Falcon Heavy raket.